# 韋爾科姆 (內華達州)
韋爾科姆（英語：Welcome）是位於美國內華達州埃爾科縣的非建制地區。

## 地理
韋爾科姆所處的海拔為高於海平面1734米（即5689英呎），而該地所採用的時區為UTC-8，即太平洋时区（PST）。同時該地設有夏令時間，為UTC-8調快一小時，即UTC-7（PDT）。